# Epamera
Epamera is een geslacht van vlinders van de familie Lycaenidae.

## Soorten
- E. aemulus (Trimen, 1895)
- E. aethria (Karsch, 1893)
- E. agnes (Aurivillius, 1897)
- E. albertia Dufrane
- E. aphnaeoides (Trimen, 1873)
- E. arborifera Butler, 1900
- E. bakeri Riley, 1928
- E. banco (Stempffer, 1966)
- E. bansana (Bethune-Baker, 1926)
- E. barbara Riley
- E. barnsi Joicey & Talbot, 1921
- E. bellina (Plötz, 1880)
- E. berbera Bethune-Baker, 1924
- E. ceres (Hewitson, 1865)
- E. congdoni Kielland
- E. cytaeis (Hewitson, 1875)
- E. diametra Karsch, 1895
- E. dubiosa Stempffer & Bennett, 1959
- E. farquharsoni Bethune-Baker, 1922
- E. flavilinea Riley, 1928
- E. fontainei Stempffer, 1956
- E. frater Joicey & Talbot, 1921
- E. fuscomarginata Joicey & Talbot, 1921
- E. gazei Druce, 1912
- E. gemmarius Druce, 1910
- E. hemicyanus (Sharpe, 1904)
- E. iasis (Hewitson, 1865)
- E. iaspis (Druce, 1890)
- E. jacksoni Stempffer, 1950
- E. jordanus (Staudinger, 1897)
- E. kelle (Stempffer, 1967)
- E. kumboae Bethune-Baker, 1926
- E. laon (Hewitson, 1878)

- E. laonides (Aurivillius, 1897)
- E. maesa Riley, 1928
- E. mermis Druce, 1896
- E. mimosae (Trimen, 1874)
- E. mongiro Stempffer, 1969
- E. naisisii Riley, 1928
- E. neavei Druce, 1910
- E. nolaensis Stempffer, 1951
- E. normani Larsen
- E. obscura (Aurivillius, 1923)
- E. pollux (Aurivillius, 1895)
- E. pseudofrater (Stempffer, 1962)
- E. pseudopollux (Stempffer, 1962)
- E. sappirus Druce, 1902
- E. sibella Druce, 1910
- E. sidus (Trimen, 1864)
- E. silanus (Smith, 1889)
- E. tajoraca (Walker, 1870)
- E. torvensis Riley
- E. violacea Riley, 1928
- E. yokoana Bethune-Baker, 1926